# أليسا جونسون
أليسا جونسون (بالإنجليزية: Alissa Johnson) هي متزلجة قفز أمريكية، ولدت في 28 مايو 1987 في بلاتسبورغ في الولايات المتحدة.

## وصلات خارجية
- أليسا جونسون على موقع الاتحاد الدولي للتزلج (القفز التزلجي) (الإنجليزية)